# 希灵
希灵（德語：Schierling，發音：[ˈʃiːɐ̯lɪŋ] ⓘ）是德国巴伐利亚州上普法尔茨行政区雷根斯堡县的市镇，面积77.42平方千米，2023年12月31日人口为8,532人。